# Howard Hawks

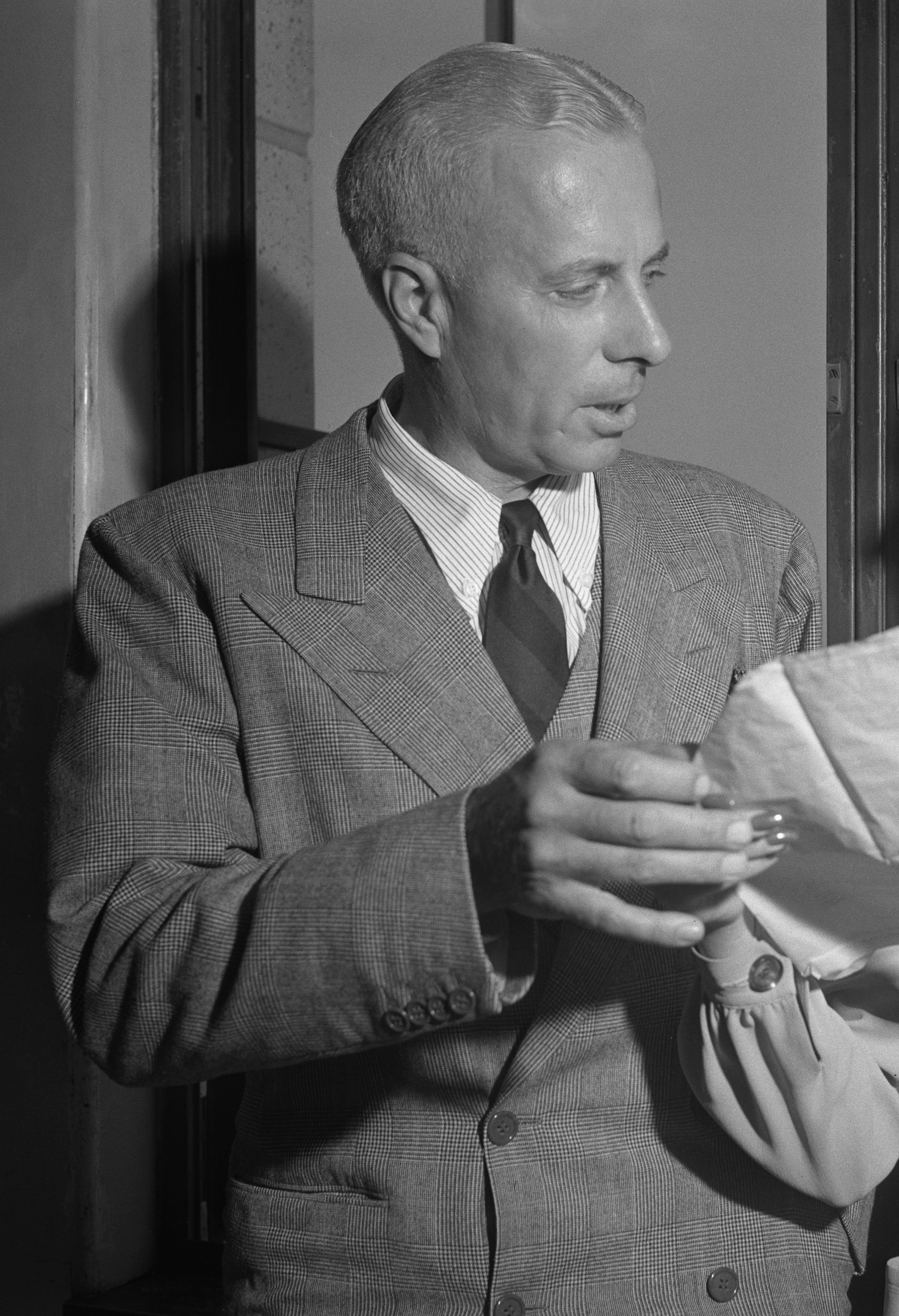
Howard Hawks (um 1943)

Howard Winchester Hawks (* 30. Mai 1896 in Goshen, Indiana; † 26. Dezember 1977 in Palm Springs, Kalifornien) war ein US-amerikanischer Regisseur der klassischen Ära Hollywoods. Hawks profilierte sich genreübergreifend als einer der wichtigsten amerikanischen Filmregisseure seiner Generation. Er schuf bedeutende Klassiker wie Scarface (Gangsterfilm), Leoparden küßt man nicht (Komödie), Tote schlafen fest (Film noir), Rio Bravo (Western) und Das Ding aus einer anderen Welt (Science-Fiction). Für sein Lebenswerk erhielt er 1975 den Ehrenoscar.

## Leben

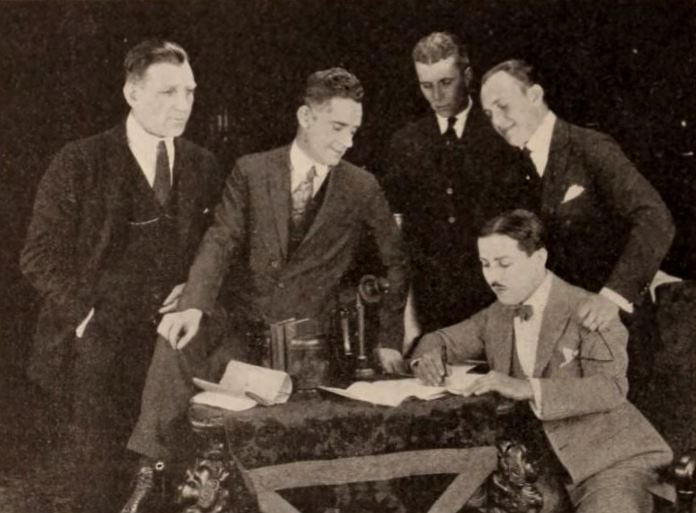
Howard Hawks (Dritter von links, hinten) während einer Vertragsunterzeichnung bei Warner Brothers (1920)

Howard Hawks wurde in Goshen, Indiana, als ältester Sohn des Papierfabrikanten Frank Winchester Hawks (1865–1950) und dessen Frau Helen Brown Howard (1872–1952) geboren. Seine jüngeren Geschwister waren Kenneth Hawks (1898–1930), William B. Hawks (1901–1969), Grace Louise Hawks (1903–1927) und Helen Bernice Hawks (1906–1911).
Nach der Geburt von Kenneth Hawks ließ sich die Familie 1898 in Neenah, Wisconsin, nieder. Ab 1906 verbrachte die Familie zunehmend mehr Zeit im kalifornischen Pasadena, wo sie sich 1910 schließlich niederließ. 1911 starb seine Schwester Helen Bernice an einer Darmentzündung, die Hawks’ Mutter aufgrund ihrer religiösen Überzeugung nicht behandeln ließ. Als 1927 auch seine Schwester Grace Louise an einer unbehandelten Tuberkulose starb, machten Howard und Kenneth Hawks ihre Mutter dafür verantwortlich.
Hawks schloss das College in Exeter (New Hampshire) ab und studierte anschließend Maschinenbau. Seine ersten Erfahrungen mit Stummfilmen machte er bei den Players-Lasky-Studios. Im Ersten Weltkrieg trat er in die US-Fliegertruppe ein. Schon in seiner Militärzeit zeichnete er viel auf, aber seine gesamten Unterlagen gingen 1973 beim Brand eines Militärarchivs verloren. Nach dem Krieg arbeitete er unter anderem in einer Flugzeugfabrik. Er versuchte über viele Wege wieder ins Filmgeschäft zu kommen, unter anderem durch Jobs wie Filmeditor, Filmarchitekt, Requisiteur oder auch als Stuntman. Im Jahr 1918 kam er zum ersten Mal mit der Filmindustrie in Hollywood in Berührung. Er jobbte hinter den Kulissen, als bei einem Film von Douglas Fairbanks der Szenenbildner ausfiel und Hawks einspringen durfte. Fairbanks war so begeistert, dass er ihm weitere Engagements verschaffte. Hawks arbeitete in den folgenden Jahren unter anderem als Regieassistent und schrieb seine ersten Drehbücher. Als bei einem Film von Mary Pickford der Regisseur wegen Trunkenheit ausfiel, ergab sich erneut eine Chance. Pickford war so zufrieden mit Hawks, dass er sich einen Namen als talentierter Regisseur machen konnte.
The Road To Glory (1926) war sein erster eigener Film. Seine Regiearbeit zeichnete sich fortan durch große Genrevielfalt (Komödie, Krimi, Western) aus. Es gelang ihm in verschiedenen Gattungen der Filmkunst neue Maßstäbe zu setzen. Besonders bekannt ist sein Film Scarface (‚Narbengesicht‘); es war der erste große Gangsterfilm, und Hawks schuf mit ihm einen Meilenstein der Filmgeschichte. Sein Filmklassiker Tote schlafen fest ist bis heute einer der berühmtesten Film noirs. Im leichten Fach drehte er dagegen mit Leoparden küßt man nicht und Sein Mädchen für besondere Fälle zwei der renommiertesten Beispiele der Screwball-Komödie. Weitere bedeutende Filme waren: Das Abenteuerdrama S.O.S. Feuer an Bord mit Cary Grant; der für elf Oscars nominierte Kriegsfilm Sergeant York (1941) mit Gary Cooper; der Abenteuerfilm Haben und Nichthaben (1944), welcher Lauren Bacall und Humphrey Bogart zu einem der legendärsten Leinwandpaare der Filmgeschichte machte; der angesehene Western-Klassiker Red River (1948) mit John Wayne und Montgomery Clift; sowie die mit Marilyn Monroe besetzten Komödien Liebling, ich werde jünger (1951) und Blondinen bevorzugt (1953). Als Produzent trat er mit dem Science-Fiction-Klassiker Das Ding aus einer anderen Welt in Erscheinung. In der Spätphase seiner Laufbahn konnte Hawks mit den Western Rio Bravo, El Dorado und Rio Lobo Erfolge verzeichnen.
Howard Hawks war dreimal verheiratet, alle Ehen wurden geschieden: von 1928 bis 1940 mit der Schauspielerin Athole Shearer (1900–1985), einer Schwester des Filmstars Norma Shearer, von 1941 bis 1949 mit der New Yorker Society-Lady Slim Keith (1917–1990; eigentlich Nancy Raye Gross) sowie von 1953 bis 1958 mit der Schauspielerin Dee Hartford (1928–2018). Insgesamt hatte Hawks drei Kinder. Er starb 1977 im Alter von 81 Jahren an den Folgen eines Sturzes über einen seiner Hunde.

## Themen, Stil und Bewertung
Insbesondere das Westerngenre prägte Hawks mit seiner eigenen Note, die folgendermaßen beschrieben werden kann: Oft wird die Hauptperson unter starken psychischen Druck gesetzt, um dabei die Reaktion zu beobachten – wird sie der Situation standhalten oder an ihr zerbrechen? Zur Schaffung derartiger Situationen hat er Mittel wie überlappende Dialoge eingesetzt, um damit eine Temposteigerung zu erzielen. Dadurch bekommt das Gespräch eine eigene Dynamik, und es wird Spannung aufgebaut. Darüber hinaus verlieh Hawks vielen seiner Filme immer auch eine Note seines Humors. Ein Beispiel sind die John-Wayne-Klassiker Red River, Rio Bravo, El Dorado und Rio Lobo. An Hawks’ Werk wird auch seine Vielseitigkeit geschätzt, er drehte erfolgreiche und stilbildende Filme für unterschiedliche Filmgenres wie Komödie, Drama und Thriller. Sein Regiestil war dabei meist bewusst zurückhaltend, im Mittelpunkt stand bei ihm die Handlung: Ein guter Regisseur sei der, welcher sein Publikum nicht nerve, meinte Hawks einmal.
Typisch für Hawks’ Regiestil ist sein Interesse an temporeicher Inszenierung, auf die er besonders stolz war: „In jedem Kinopublikum hat es zwei, drei Leute, die schneller begreifen als alle andern. Für diese drei mache ich meine Filme. Sie beginnen zu lachen, und die andern machen es ihnen nach.“
Zudem etablierte Hawks in seinen Filmen für die damalige Zeit auffällig emanzipierte weibliche Figuren, die selbstbewusst und schlagfertig handelten. In der Filmkritik wurden diese unter dem Namen Hawksian woman bekannt. Ein Beispiel dafür ist etwa Lauren Bacall in Tote schlafen fest oder Rosalind Russell in Sein Mädchen für besondere Fälle: „Bei diesem Regisseur, der ganz besonders stolz darauf war, dass seine Gattin die noch bessere Scharfschützin war als er, haben die Frauen auch in seinen Filmen regelmässig die Nase vorn.“
Nachdem Hawks lange von Filmkritikern ähnlich wie Alfred Hitchcock mit dem Hinweis, er sei ein allzu kommerzieller Regisseur, vernachlässigt wurde, entdeckte man ihn ab den 1960er-Jahren mit dem Beginn der Nouvelle Vague als bedeutenden Filmschaffenden. Für zahlreiche Filmemacher wurde Hawks zum Vorbild, darunter: Robert Altman, John Carpenter, Quentin Tarantino, Peter Bogdanovich, Martin Scorsese, François Truffaut, Michael Mann und Jacques Rivette. Jean-Luc Godard bezeichnete Hawks gar als den „größten amerikanischen Künstler“.

## Filmografie

### Stummfilme
- 1922: Der Klub der Unterirdischen (Penrod) (Produktionsleitung)
- 1923: Quicksands (Produktion, Drehbuch)
- 1924: Verwöhnte junge Damen (Empty Hands) (Schnitt)
- 1924: Tiger Love (Drehbuch)
- 1925: The Road to Yesterday (Drehbuch)
- 1925: The Dressmaker From Paris (Drehbuch)
- 1926: The Road to Glory (Regie, Drehbuch)
- 1926: Fig Leaves (Drehbuch)
- 1926: Honesty – The Best Policy (Drehbuch)
- 1927: The Cradle Snatchers (Regie)
- 1927: Bezahlte Liebe (Paid to Love) (Regie)
- 1927: Unterwelt (Underworld) (Drehbuch)
- 1928: Blaue Jungs – blonde Mädchen (A Girl in Every Port) (Regie, Drehbuch)
- 1928: Hinter Haremsmauern (Fazil) (Regie)

### Tonfilme
- 1928: The Air Circus (Regie)
- 1929: Trent’s Last Case (Regie)
- 1930: Start in die Dämmerung (The Dawn Patrol) (Regie, Drehbuch)
- 1931: Das Strafgesetzbuch (The Criminal Code) (Regie)
- 1932: La Foule hurle (Regie, Drehbuch)
- 1932: Scarface (Regie, Produktion, Drehbuch*, Darsteller*)
- 1932: Der Schrei der Menge (The Crowd Roars) (Regie, Drehbuch)
- 1932: Tiger Hai (Tiger Shark) (Regie, Drehbuch*)
- 1933: Today We Live (Regie, Produktion)
- 1933: Der Boxer und die Lady (The Prizefighter and the Lady) (Regie*)
- 1934: Schrei der Gehetzten (Viva Villa!) (Regie*, Drehbuch*; von Jack Conway ersetzt)
- 1934: Napoleon vom Broadway (Twentieth Century) (Regie, Produktion)
- 1935: San Francisco im Goldfieber (Barbary Coast) (Regie)
- 1936: Höhe Null (Ceiling Zero) (Regie)
- 1936: Wir marschieren um Mitternacht (The Road to Glory) (Regie, Drehbuch*)
- 1936: Nimm, was du kriegen kannst (Come and Get It) (Regie)
- 1938: Leoparden küßt man nicht (Bringing Up Baby) (Regie, Produktion)
- 1938: Der Testpilot (Test Pilot) (Drehbuch)
- 1939: S.O.S. Feuer an Bord (Only Angels Have Wings) (Regie, Produktion, Drehbuch)
- 1939: Indianapolis Speedway (Drehbuch)
- 1940: Sein Mädchen für besondere Fälle (His Girl Friday) (Regie, Produktion)
- 1941: Sergeant York (Regie, Produktion)
- 1941: Die merkwürdige Zähmung der Gangsterbraut Sugarpuss (Ball of Fire) (Regie)
- 1943: Air Force (Regie)
- 1943: Geächtet (The Outlaw) (Regie*, Drehbuch*; nach zwei Wochen niedergelegt, ersetzt durch Produzent Howard Hughes)
- 1943: Korvette K 225 (Produktion)
- 1944: Haben und Nichthaben (To Have and Have Not) (Regie, Produktion)
- 1946: Tote schlafen fest (The Big Sleep) (Regie, Produktion)
- 1948: Red River (Regie, Produktion)
- 1948: Die tollkühne Rettung der Gangsterbraut Honey Swanson (A Song is Born) (Regie)
- 1949: Ich war eine männliche Kriegsbraut (I Was a Male War Bride) (Regie)
- 1951: Das Ding aus einer anderen Welt (The Thing From Another World) (Regie*, Produktion, Drehbuch*)
- 1952: The Big Sky – Der weite Himmel (The Big Sky) (Regie, Produktion)
- 1952: Liebling, ich werde jünger (Monkey Business) (Regie)
- 1952: Fünf Perlen (O. Henry’s Full House) (Regie)
- 1953: Blondinen bevorzugt (Gentlemen Prefer Blondes) (Regie)
- 1955: Land der Pharaonen (Land of the Pharaohs) (Regie, Produktion)
- 1959: Rio Bravo (Regie, Produktion)
- 1962: Hatari! (Regie, Produktion)
- 1964: Ein Goldfisch an der Leine (Man’s Favorite Sport?) (Regie, Produktion)
- 1965: Rote Linie 7000 (Red Line 7000) (Regie, Produktion, Drehbuch)
- 1966: El Dorado (Regie, Produktion)
- 1970: Rio Lobo (Regie, Produktion)

* Ohne namentliche Nennung.

## Auszeichnungen

### Offizielle Ehrungen
Obwohl Howard Hawks zahlreiche Klassiker des Kinos inszeniert hatte, wurde er bei der alljährlichen Oscarvergabe stets übersehen. Er erhielt nur eine Oscarnominierung im Jahr 1942 für den Film Sergeant York. Er verhalf mit seinen Filmen jedoch vielen Hollywoodschauspielern zu internationalen Erfolgen und zu zahlreichen Oscars. Für sein Lebenswerk erhielt er dann aber 1975 einen Ehrenoscar, nachdem er seine Karriere längst beendet hatte. Für einen Golden Globe Award war er niemals nominiert.
Academy Awards, USA
- 1975 Honorary Award

Walk of Fame

(Jahr unbek.) Star on the Walk of Fame: 1708 Vine Street

### Weitere Anerkennungen
Regisseure

Sein Regiestil und seine spritzigen natürlichen Dialoge wurden von späteren Regisseuren wie Robert Altman, John Carpenter und Quentin Tarantino als vorbildhaft beurteilt. Auch andere Regisseure wie Peter Bogdanovich, Martin Scorsese, François Truffaut, Michael Mann und Jacques Rivette bewunderten sein Werk. Brian De Palma widmete ihm und Ben Hecht sein Remake von Scarface. Jean-Luc Godard bezeichnete ihn als den „größten amerikanischen Künstler“.
Kongressbibliothek

Die Filme The Big Sleep, Bringing Up Baby, His Girl Friday, Red River, Scarface, Sergeant York, The Thing from Another World und Twentieth Century wurden von der Kongressbibliothek als ‚kulturell bedeutsam‘ eingestuft und in das National Film Registry aufgenommen.

## Filmdokumentationen
- Ein verdammt gutes Leben – Howard Hawks. 19 Kapitel aus den Erinnerungen eines Geschichtenerzählers. Deutsche TV-Dokumentation von Hans C. Blumenberg aus dem Jahr 1978, 57 Minuten
- Genie ohne Grenzen – Der US-Regisseur Howard Hawks. TV-Dokumentation, 46 Minuten